# Mercedes-Benz TN
Le Mercedes-Benz TN/T1 est un véhicule utilitaire produit par le constructeur allemand de 1977 à 1995. Il a été proposé en plusieurs versions : fourgon, châssis cabine ou minibus. Un modèle à double cabine a aussi été fabriqué.
Ses principaux concurrents étaient le Fiat 242 et son clone, le Citroën C35, le Volkswagen LT et le Ford Transit. En 1995, après 18 ans de production, il fut remplacé par le Mercedes-Benz Sprinter.
Les versions les plus lourdes ne peuvent être classées dans le secteur des véhicules utilitaires, mais parmi les petits camions. C'est surtout le cas des versions châssis cabine équipées en plateau avec ridelles, qui étaient très demandées par les petites entreprises du bâtiment.

## Histoire
Le dessin du véhicule est le travail de Stefan Heiliger. Il fut lancé en 1977 pour remplacer l'ancien Harburger Transporter, un fourgon lancé en 1949 par la société allemande Tempo, rachetée par Hanomag en 1965, devenue Hanomag-Henschel en 1969 et elle-même rachetée par Mercedes-Benz en 1971. Le véhicule prit successivement les noms de Tempo Matador, puis Hanomag F, et enfin Mercedes L. Mercedes comme Hanomag ont réalisé un simple rebadgeage du modèle en leur faveur.
Le Mercedes-Benz TN est également connu sous d'autres noms : T1 en interne usine, Série TN/T1N (Transporter Neu / Transporter 1Neu et même Bremer Transporter tant que sa fabrication était assurée par l'usine de Brême jusqu'en 1984.
Les appellations officielles internes du châssis étaient Baumuster (BM) suivi du numéro attribué à la version soit BM 601 pour les versions allant de 2,5 à 2,8 t de PTC, BM 602 de3,2 à 3,5 t et BM 611 pour la version la plus lourde de 4.6 t.
Le T1 a été le premier véhicule de ce type développé par Daimler-Benz. Son prédécesseur, le "Harburger Transporter" était un véhicule de Hanomag, constructeur repris par Daimler-Benz en 1971 après sa faillite.
Le Mercedes TN/T1 était proposé avec 3 empattements : 3,05 m, 3,35 m et 3,70 m. En fonction de la version et de sa motorisation, le poids total allait de 2,5 t à 4,6 t. les moteurs étaient au choix, essence ou diesel. Une version 4x4 a également été proposée ; elle était fabriquée par "Iglhaut". Cette version utilisait le châssis du TN/T1 avec les éléments du G-Wagen. Le châssis du T1 a également été utilisé par quelques constructeurs de camping cars.
En 1978, une toute petite série avec un moteur électrique a été lancée pour envisager une expérience à plus grande échelle. Le client était la Deutsche Bundespost, la poste allemande pour le centre de tri postal d'Heligoland. Le projet n'eut pas de suite.
En 1984, la production fut progressivement déplacée vers l'usine de Düsseldorf et les cadences ajustées en fonction de l'âge du véhicule, qui peinait face à la concurrence où figuraient déjà des véhicules à traction avant, plus faciles à conduire et plus exploitables.
Le constructeur indien Force Motors (anciennement Bajaj Tempo) produit sous licence le véhicule depuis 1987. Il l'a rafraîchi en 2008 et l'a renommé "Force Traveller", une version légèrement modifiée qui ne porte plus le logo Mercedes.

## Les modèles
La série TN/T1 comprend les modèles 207 D, 208, 307 D et 308. Ils ont tous été lancés en Avril 1977, la gamme d'origine était composée de deux moteurs et quatre catégories de poids :
- 207 D, 208 - Poids total : 2.550 kg ou 2.800 kg,
- 307 D, 308 - Poids total : 3.200 kg ou 3.500 kg,
- 207 D, 307 D - moteur 4 cylindres diesel OM 616 de 2.404 cm3 développant 65 Ch (48 kW),
- 208, 308 - moteur 4 cylindres essence M115 de 2.307 cm3 développant 85 Ch (63 kW).

La part de marché était de presque 90% pour le Moteur Diesel et un peu plus de 10% pour le moteur à essence. Les versions avec le moteur à essence ont été principalement utilisées pour les ambulances, les dérivés pompiers et les camionnettes spéciales pour les régions froides. Les versions commerciales étaient équipées du moteur diesel pour sa moindre consommation de carburant et sa meilleure fiabilité.
En Septembre 1981, les versions 407 D, 409 D et 410 vinrent s'ajouter à la gamme. Ces modèles, à la limite du camion, avaient un PTC de 4.600 kg. Le 409 D héritait du moteur diesel OM 617 à 5 cylindres, de 2.998 cm3 développant 88 Ch (65 kW). Ces versions ont souffert de la concurrence en raison du manque de puissance de leurs moteurs.
À l'automne 1988, deux nouveaux moteurs diesel, OM 601/23 et OM 602/29, ont été disponibles.
Après 18 ans et 970.000 exemplaires produits, le Bremer Transporter fut remplacé en 1995 par le Mercedes-Benz Sprinter.

## Production T1
| Année          | 1976 | 1977 | 1978  | 1979  | 1980  | 1981  | 1982  | 1983  | 1984  | total  | 1985-1995 |
| -------------- | ---- | ---- | ----- | ----- | ----- | ----- | ----- | ----- | ----- | ------ | --------- |
| 207 D (2,5t)   | 6    | 9303 | 14791 | 16121 | 15971 | 13999 | 13222 | 10614 | 11078 | 105105 | ?         |
| 207 D (2,8t)   | 0    | 4615 | 9057  | 11908 | 12786 | 10516 | 9219  | 8458  | 8236  | 74795  | ?         |
| 307 D (3,2t)   | 0    | 2348 | 4456  | 4523  | 4470  | 3790  | 2860  | 2279  | 2072  | 26798  | ?         |
| 307 D (3,5t)   | 1    | 5061 | 12149 | 13360 | 14997 | 12763 | 13495 | 11536 | 11654 | 95016  | ?         |
| 208 (2,5t)     | 0    | 2496 | 2690  | 1948  | 1426  | 1107  | 411   | 0     | 0     | 10079  | ?         |
| 208 (2,8t)     | 0    | 1491 | 1806  | 1646  | 1457  | 790   | 236   | 0     | 0     | 7426   | ?         |
| 308 (3,2t)     | 0    | 572  | 777   | 749   | 691   | 547   | 410   | 0     | 0     | 3746   | ?         |
| 308 (3,5t)     | 0    | 801  | 1374  | 1348  | 1438  | 1409  | 548   | 0     | 0     | 6918   | ?         |
| 209 D (2,5t)   | 0    | 0    | 0     | 0     | 0     | 0     | 72    | 369   | 299   | 740    | ?         |
| 209 D (2,8t)   | 0    | 0    | 0     | 0     | 0     | 0     | 569   | 2357  | 2280  | 5206   | ?         |
| 309 D (3,2t)   | 0    | 0    | 0     | 0     | 0     | 0     | 160   | 892   | 608   | 1740   | ?         |
| 309 D (3,5t)   | 0    | 0    | 0     | 0     | 0     | 0     | 406   | 2250  | 2513  | 5169   | ?         |
| 210 (2,5t)     | 0    | 0    | 0     | 0     | 0     | 0     | 377   | 1149  | 977   | 2503   | ?         |
| 210 (2,8t)     | 0    | 0    | 0     | 0     | 0     | 0     | 322   | 531   | 660   | 1513   | ?         |
| 310 D (3,2t)   | 0    | 0    | 0     | 0     | 0     | 0     | 130   | 386   | 390   | 906    | ?         |
| 310 D (3,5t)   | 0    | 0    | 0     | 0     | 0     | 0     | 646   | 1402  | 1252  | 3300   | ?         |
| 407 D (4,6t)   | 0    | 0    | 0     | 0     | 0     | 275   | 923   | 1440  | 1534  | 4172   | ?         |
| 409 D (4,6t)   | 0    | 0    | 0     | 0     | 0     | 1     | 616   | 2696  | 2913  | 6226   | ?         |
| 410 (4,6t)     | 0    | 0    | 0     | 0     | 0     | 3     | 173   | 149   | 106   | 431    | ?         |
| O 307 D (3,2t) | 0    | 0    | 0     | 2     | 169   | 154   | 156   | 175   | 110   | 766    | ?         |
| O 309 D (3,5t) | 0    | 0    | 0     | 0     | 0     | 0     | 0     | 0     | 42    | 42     | ?         |
| O 308 (3,2t)   | 0    | 0    | 0     | 0     | 5     | 11    | 4     | 0     | 0     | 20     | ?         |
| O 310 (3,2t)   | 0    | 0    | 0     | 0     | 0     | 0     | 0     | 4     | 17    | 21     | ?         |

Jubilé août 1987.
Le 500.000 T1 a été produit. Parmi ceux-ci, 290.958 de Brême et 209.042 de Düsseldorf.

## Galerie

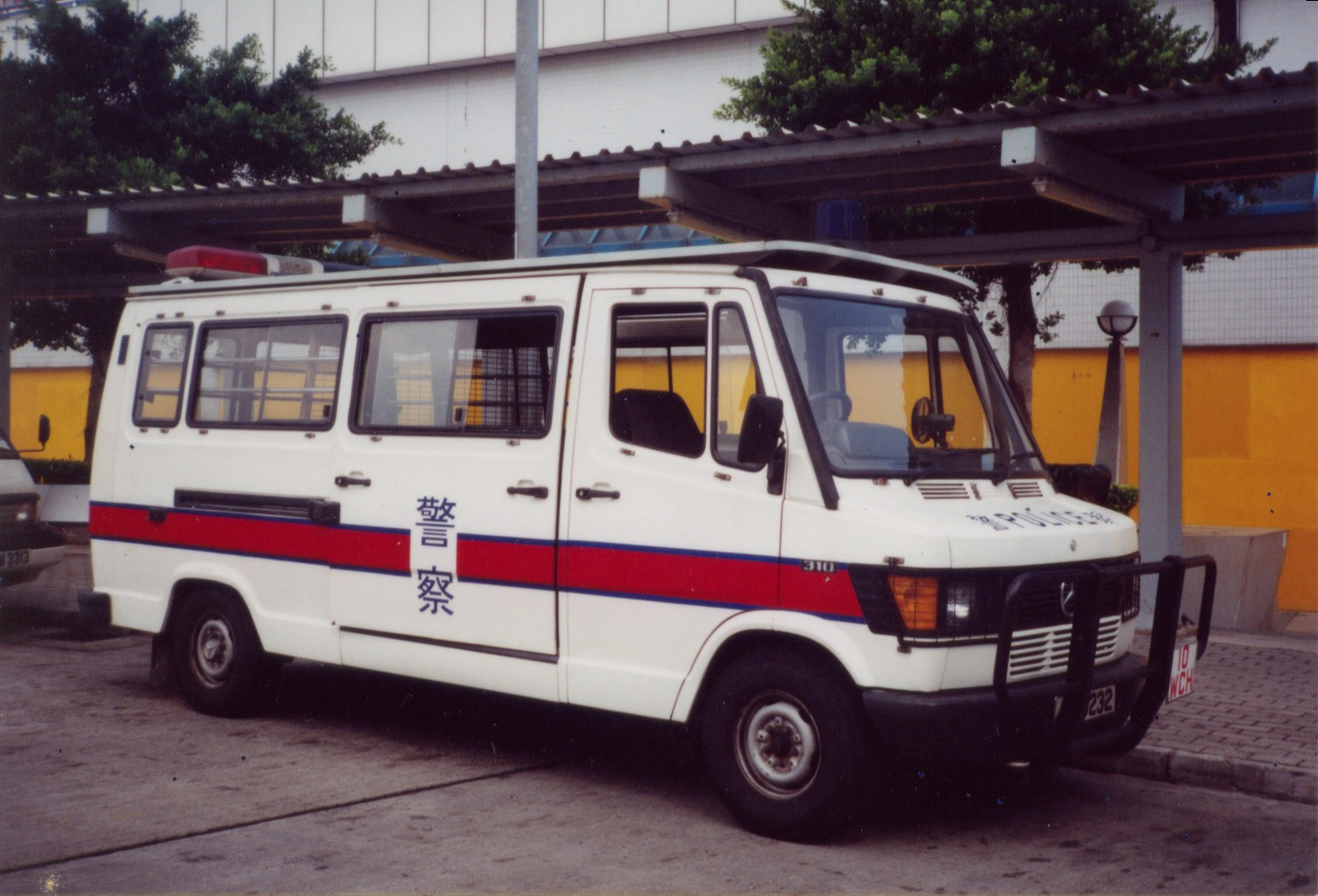
Un Mercedes T1 Hong Kong Police Force
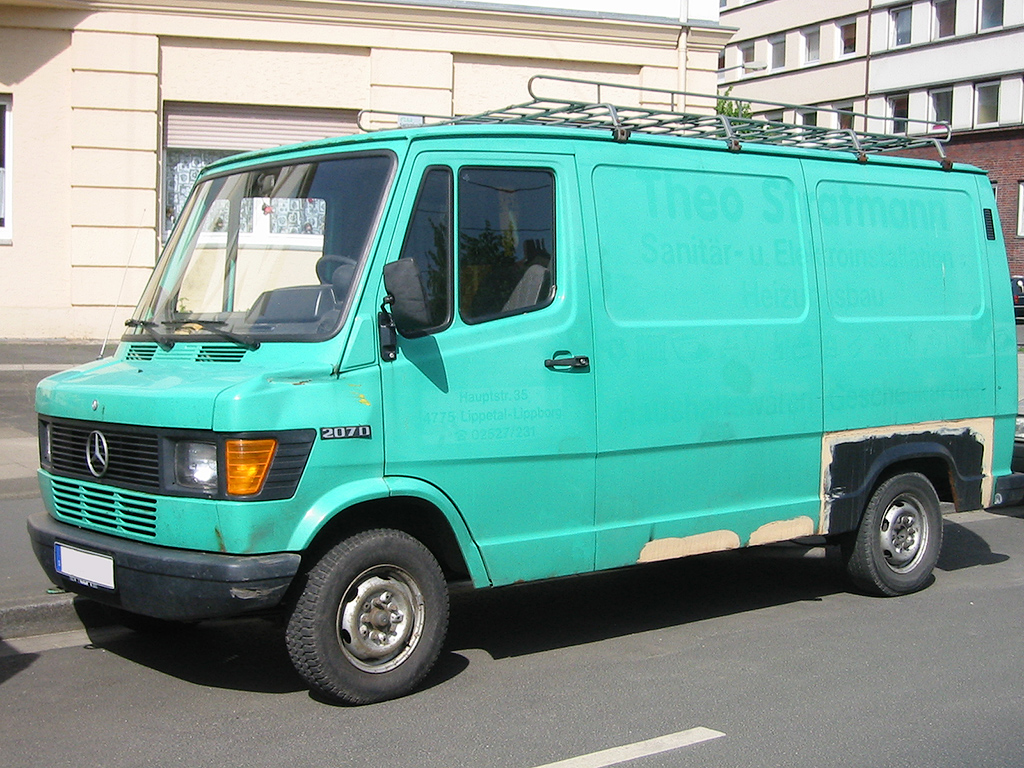
Mercedes T1 camionnette
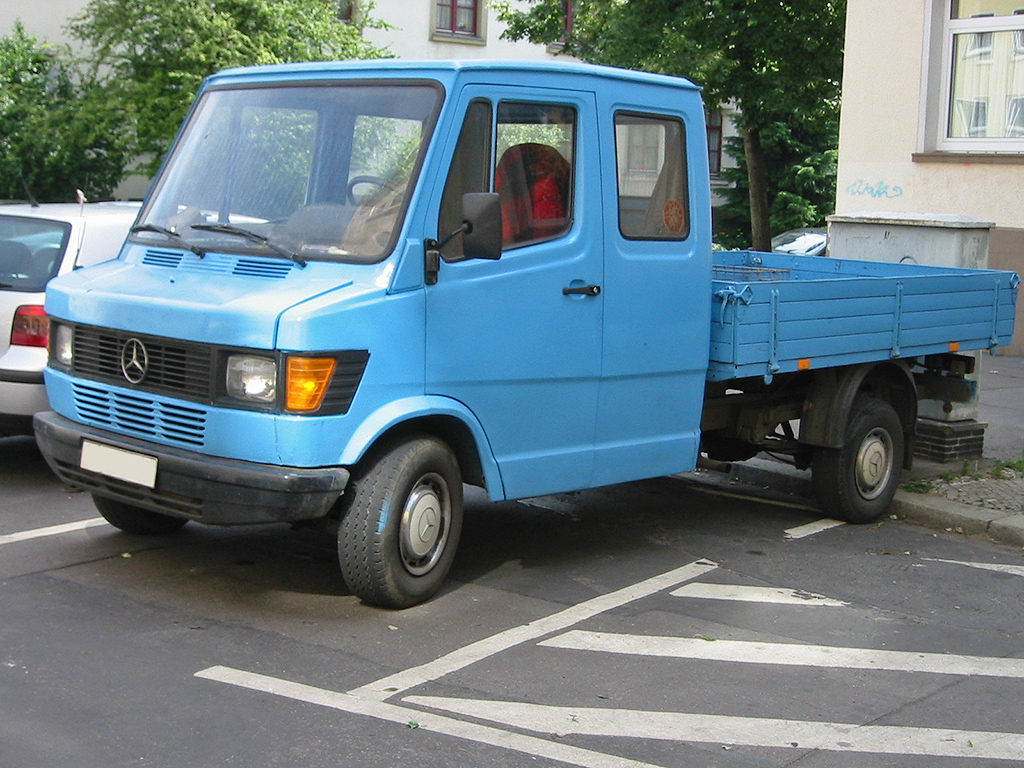
Mercedes 209D plateau avec cabine double
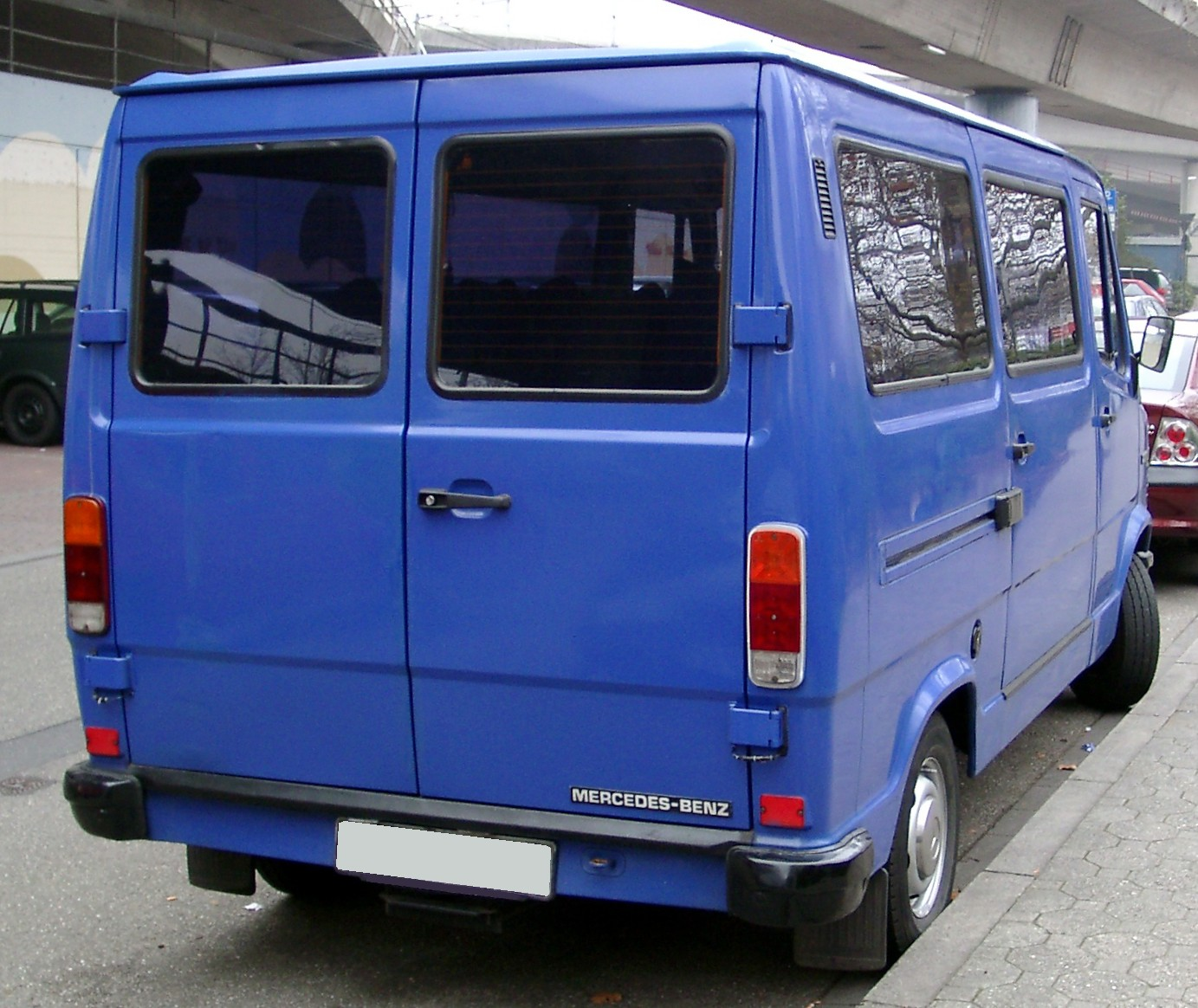
Mercedes T1 207D Minibus
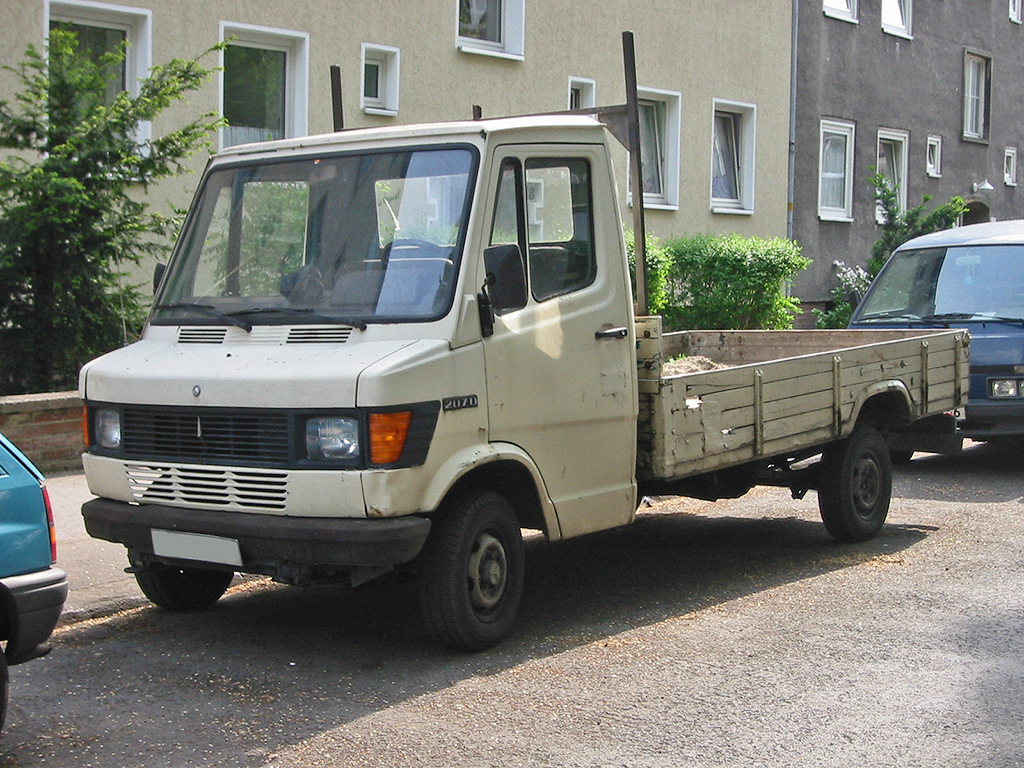
Mercedes-Benz T1 version à simple cabine